# Нордхаген, Иоган
Иоган Нордхаген (норв. Johan Nordhagen; 23 марта 1856, Велдре — 28 августа 1956) — норвежский художник.

## Жизнь и творчество
Родился в семье тележника, выходца из Груэ, имевшего финские корни. В 17-летнем возрасте уехал в Кристианию и работал там в Лютеранской библиотеке. По советам сотоварищей, обнаруживших его талант к рисованию, поступил в Королевскую школу живописи. Позднее художник работает в Норвежской службе по картографии и составлению кадастров (Норвежском географическом обществе (Norges Geografiske Oppmåling) — в области литографии и объёмной графики. В этот период совершил две учебные поездки за границу: в Копенгаген и затем — в Париж. Будучи одним из лучших норвежских мастеров литографии и преподавателей этого искусства, в 1897 году получил специальный грант от норвежского парламента для поездки в Германию с целью совершенствования своего мастерства.
1 октября 1899 открыл специальный класс по медной гравюре, которым руководил в течение 20 лет. Этот вклад его в развитие норвежского графического искусства не потерял своего значения до последнего времени. За свои заслуги был дважды награждён Королевским орденом за заслуги — первый раз серебряным — шведским королём Оскаром II в 1892 году, и второй раз золотым — норвежским королём Хоконом в 1929 году. Был также награждён многими медалями и премиями на различных международных художественных выставках в разных странах. Как художник и график оставил огромное творческое наследие, так как работал в области изобразительного искусства более 80 лет. Кроме многочисленных произведений графики, большое собрание которой было выпущено в 1988 году историческим обществом Veldre Historielag, художник оставил после себя значительное количество работ в области портретной живописи и пейзажа. Иллюстрировал литературу, в том числе сочинения Ивара Осена, Бьёрнстьерне Бьёрнсона, и оставил портреты этих писателей. Автор графических портретов норвежского короля Хокона VII (в 1905 и в 1947 годах — последний был создан художником в 91-летнем возрасте).
Сыновья — Рольф Нордхаген, ботаник; Олаф Нордхаген, архитектор.

## Галерея
- Одно из полотен И. Нордхагена